# Гудин, Николай Васильевич
Николай Васильевич Гудин (7 октября 1952 — 3 ноября 2021) — советский и российский тренер по конькобежному спорту. Заслуженный тренер России.

## Биография
Родился в 1952 году.
Окончил Свердловский педагогический институт.
В 1979—1997 годах — тренер сборных команд РСФСР, СССР и России по конькобежному спорту. Был главным и старшим тренер сборных команд по конькобежному спорту на трёх Зимних Олимпийских играх: 1992 г. — Альбервиль, Франция; 1994 г. — Лиллехамер, Норвегия; 1998 г. — Нагано, Япония).
Занимал должность начальника Управления спорта и подготовки резерва Государственного комитета Российской Федерации по физической культуре и спорту.
Главный тренер сборной команд России по конькобежному спорту в 2006—2010 гг. Ушёл с этого поста по собственному желанию после неудачного выступления российских конькобежцев на Олимпиаде в Ванкувере.
За долгие годы тренерской работы подготовил множество выдающихся конькобежцев. Среди его подопечных — олимпийская чемпионка С. Бажанова, бронзовый и серебряный призёр чемпионата мира В. Саютин.
Имел почётное звание «Заслуженный тренер России». Лауреат премии министерства спорта Российской Федерации в номинации «За служение спорту» в категории «За вклад в развитие физической культуры и спорта» (2013). Также награждён орденом «Дружбы народов».